# Dvärgbryum
Dvärgbryum (Bryum oblongum) är en bladmossart som beskrevs av Lindberg 1883. Dvärgbryum ingår i släktet bryummossor, och familjen Bryaceae. Enligt den finländska rödlistan är arten nära hotad i Finland. Enligt den svenska rödlistan är arten nära hotad i Sverige. Arten förekommer i Götaland, Svealand, Nedre Norrland och Övre Norrland. Artens livsmiljö är diken. Inga underarter finns listade i Catalogue of Life.